# Cu rốc cổ đỏ
Cu rốc cổ đỏ (danh pháp khoa học: Psilopogon haemacephalus là một loài chim trong họ Megalaimidae.

## Gallery

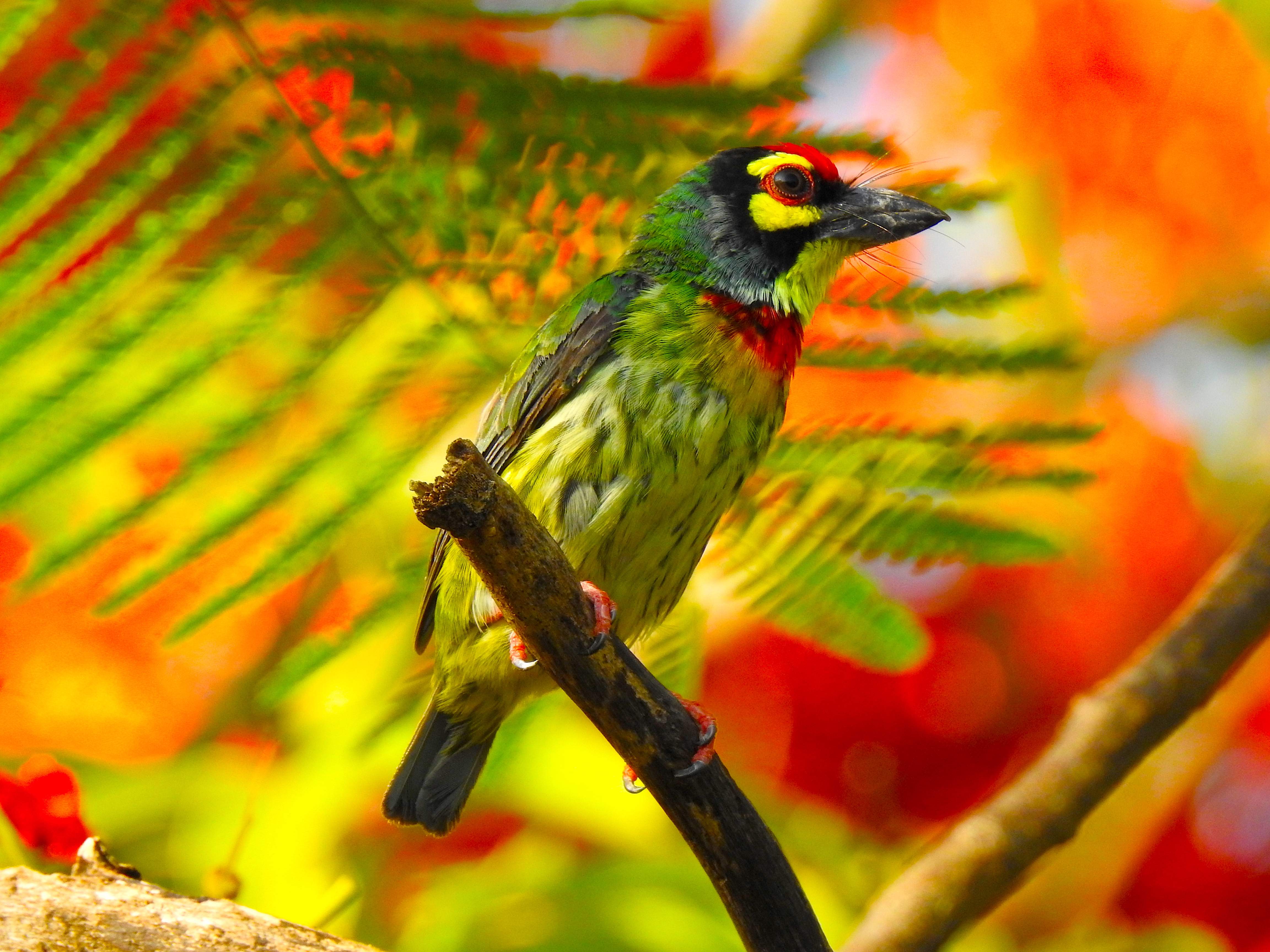
Coppersmith barbet in Queen Sirikit Park, Thailand.
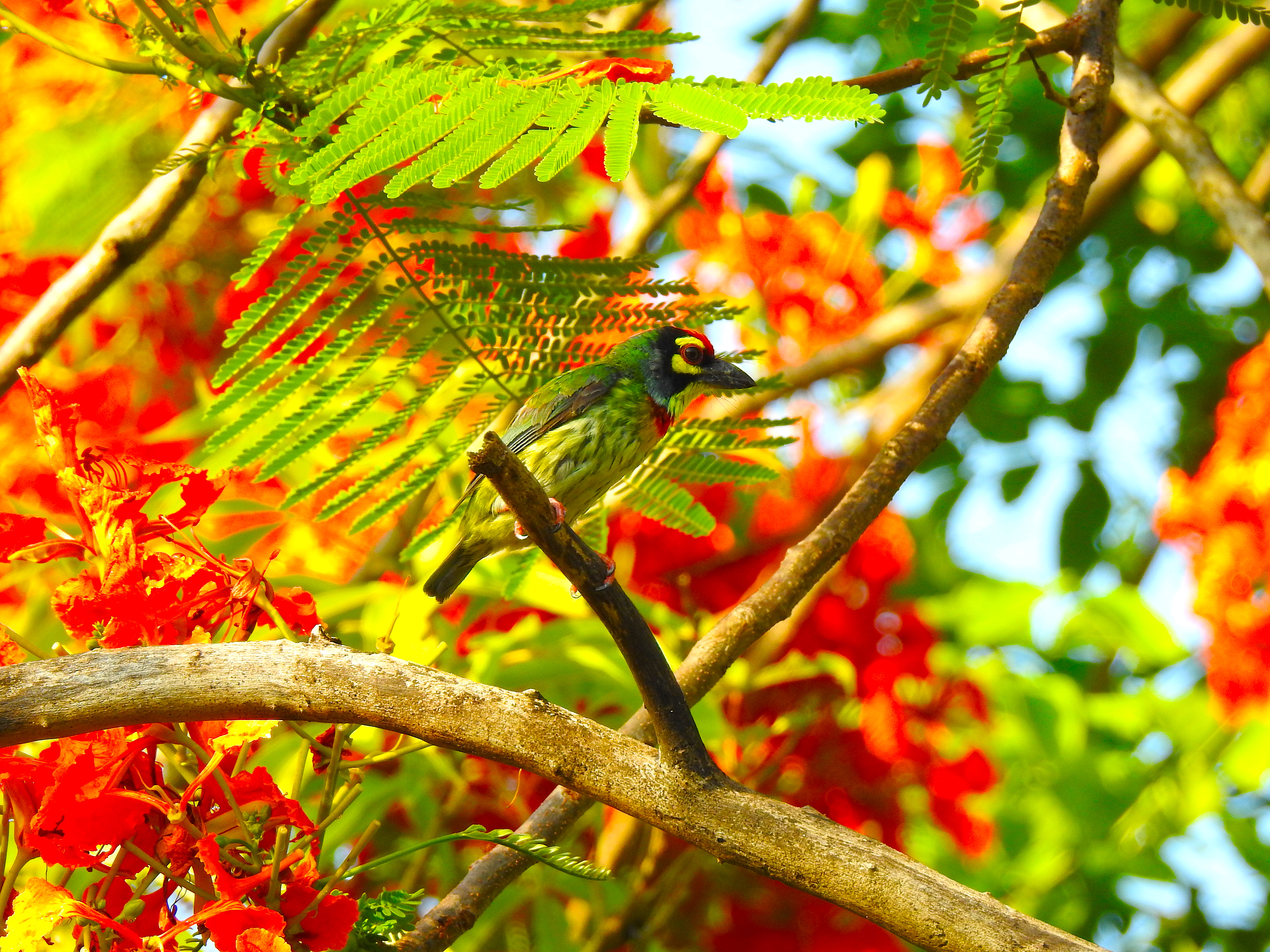
Coppersmith barbet in Queen Sirikit Park, Thailand.
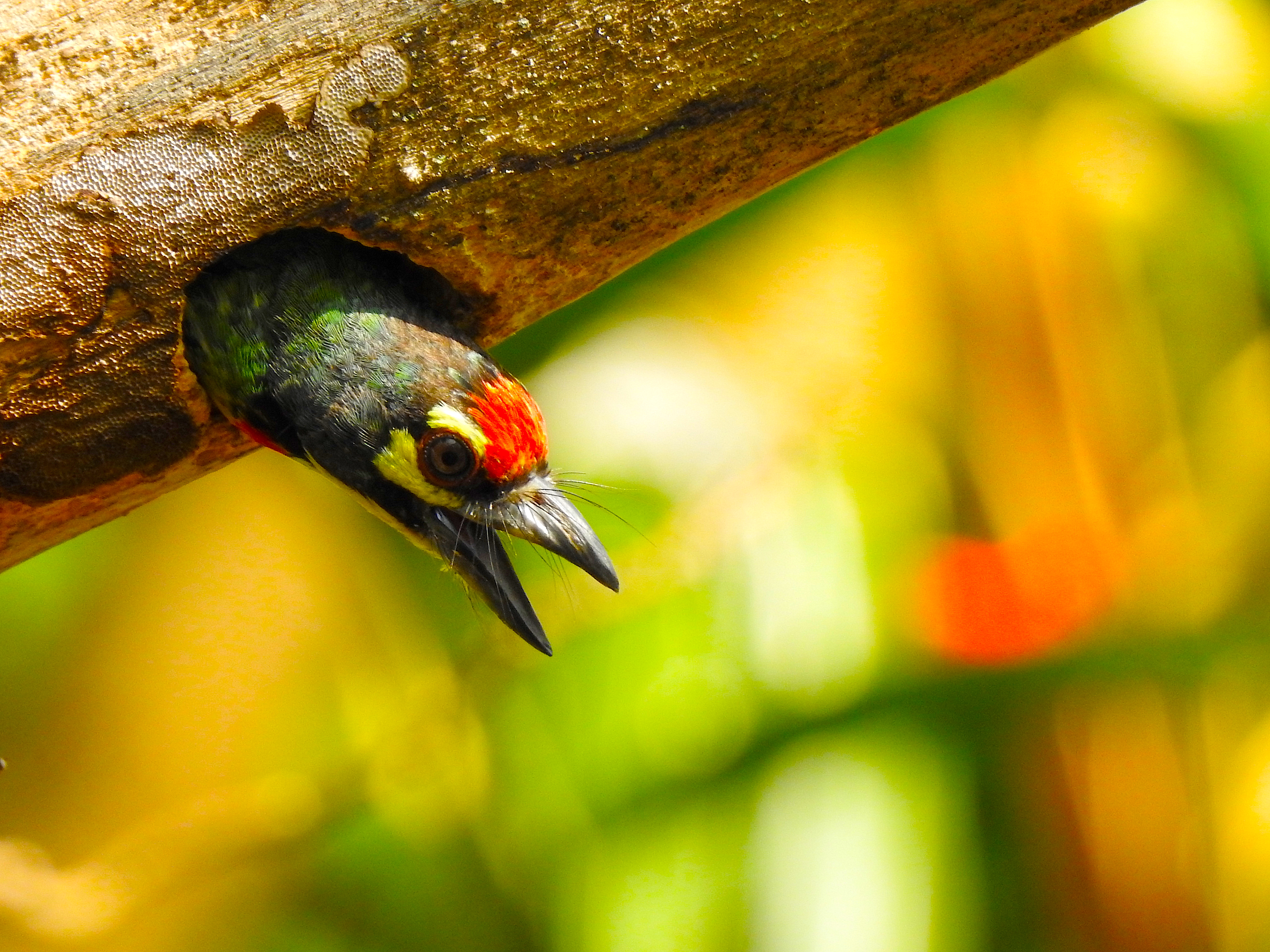
Coppersmith barbet in Queen Sirikit Park, Thailand.